# Očër (fiume)
L'Očër (in russo Очёр?) è un fiume della Russia europea orientale, affluente di destra della Kama. Scorre nel Territorio di Perm', nei rajon Očërskij e  Ochanskij.

## Descrizione
La sorgente del fiume si trova 22 km a ovest della città di Očër che poi attraversa. Scorre anche attraverso il villaggio di Pavlovslij.  Sul fiume sono stati creati due bacini in corrispondenza dei due insediamenti. La direzione principale della corrente è est e sud-est. Sfocia nel bacino di Votkinsk (baia Očërskij) sulla Kama a 545 km dalla foce. Il fiume ha una lunghezza di 82 km, il suo bacino è di 1216 km². La larghezza massima del fiume è di 30 m.